# Incubación

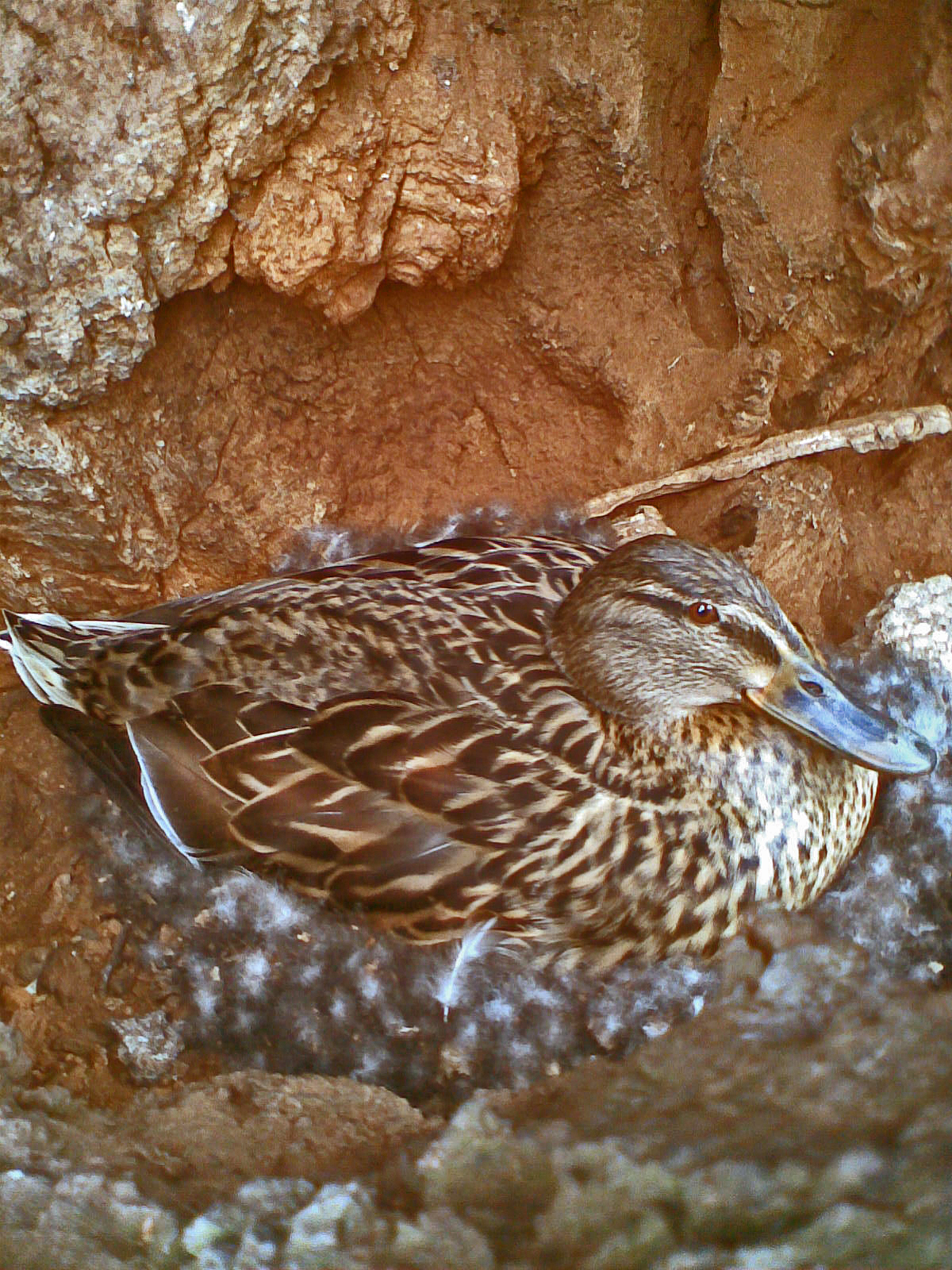
Una hembra de azulón incuba sus huevos.

La incubación es el acto por el que los animales ovíparos (sobre todo las aves) empollan o incuban los huevos sentándose sobre ellos para mantenerlos calientes y así se puedan desarrollar los embriones.
En la mayoría de las especies de aves, la temperatura necesaria para la incubación se produce por el calor corporal del progenitor empollador, aunque algunos grupos, especialmente los megápodos, usan el calor geológico o el generado por la materia vegetal en putrefacción, ya que esta al transformarse en abono produce la temperatura suficiente como para incubar los huevos, mientras que otros, como la cigüeñela cangrejera, utilizan parcialmente el calor del sol. Las gangas namaqua de los desiertos del sur de África necesitan enfriar sus huevos durante el momento más caluroso del día, colocando sus alas sobre ellos para sombrearlos. La humedad también es crítica, y si el aire es demasiado seco el huevo podría perder demasiada agua, lo que puede poner en peligro o incluso impedir que se produzca la eclosión.
En las especies que empollan, el trabajo se divide entre los sexos de varias maneras. El modelo más común puede ser que la hembra se encarga de toda la incubación, como en el cisne coscoroba o los vireos, o de casi toda, como es típico de los halcones. En algunas especies, como la grulla trompetera, el macho y la hembra se turnan para empollar el huevo. En cambio, los huevos del casuario son empollados únicamente por el macho. El chorlito llanero macho incuba la primera nidada, pero si la hembra pone una segunda, la incuba ella. En los hoacines, algunos individuos (mayoritariamente machos) ayudan a sus padres a incubar las nidadas posteriores.
Los periodos de incubación varían de 11 días (en pequeños paseriformes como el cuclillo piquinegro y el cuclillo pico amarillo de Norteamérica) a 85 días (en el albatros errante y el kiwi marrón). En estos, la incubación es interrumpida, el más largo periodo no interrumpido es 64 a 67 días en el pingüino emperador.
Algunas especies comienzan a incubar con el primer huevo, de modo que los polluelos eclosionan en tiempos diferentes, otros comienzan al poner el último, de modo que los polluelos eclosionan a la vez.